# Roumiana Jeleva
Roumiana Rousseva Jeleva (en bulgare : Румяна Русева Желева), née le 18 avril 1969 à Nova Zagora (Bulgarie), est une sociologue et femme d'État bulgare membre des Citoyens pour le développement européen de la Bulgarie (GERB).

## Biographie

### Formation et vie professionnelle
Elle a obtenu un master en sociologie de l'université Saint-Clément-d'Ohrid de Sofia en 1995 et un doctorat dans le même domaine de l'université Otto von Guericke de Magdebourg en 2003. Elle est alors universitaire et femme d'affaires.

### Activité politique
En 2006, elle rejoint le parti Citoyens pour le développement européen de la Bulgarie (GERB), du maire de Sofia Boïko Borissov.

#### Députée européenne
Elle est élue au Parlement européen lors des premières élections européennes bulgares qui se tiennent le 20 mai 2007, et prend la tête des députés élus en Bulgarie au sein du groupe du Parti populaire européen et des Démocrates européens (PPE-DE).
Au cours de ce premier mandat, elle siège à la commission du Développement régional. Réélue le 13 juin 2009, elle devient vice-présidente du groupe PPE et entre à la commission des Affaires étrangères et à la sous-commission de la Défense et de la Sécurité.

#### Ministre des Affaires étrangères
Le 27 juillet 2009, Roumiana Jeleva est nommée ministre des Affaires étrangères dans le 87e gouvernement de Bulgarie, dirigé par Boïko Borissov. Elle est désignée pour devenir la nouvelle commissaire européenne bulgare le 11 novembre suivant, succédant ainsi à Meglena Kouneva.

#### L'échec de la désignation à Bruxelles
José Manuel Durão Barroso annonce qu'elle obtient le portefeuille de la Coopération internationale et de l'Aide au développement le 27 novembre dans la Commission issue de son second mandat.
Cette nomination fait rapidement l'objet d'une polémique au Parlement européen. Une contestation menée par les Verts s'appuie notamment sur le fait que l'époux de Roumiana Jeleva, Krassimir Jelev, est l'un des cadres dirigeants de la Banque centrale coopérative (CKB), l'une des composantes du groupe mafieux Tim, dont le siège se trouve à Varna. Les médias bulgares et européens font par ailleurs état d'interrogations sur des liens supposés de Roumiana Jeleva avec des personnalités impliquées dans le blanchiment d'argent de l'ancienne dictature communiste.

#### Retrait de la vie politique
Elle finit par renoncer à sa candidature le 19 janvier 2010, et annonce qu'elle démissionne également de son poste gouvernemental.